# Photedes neurica
Photedes neurica är en fjärilsart som beskrevs av Hübner sensu Stephens 1829. Photedes neurica ingår i släktet Photedes och familjen nattflyn. Inga underarter finns listade i Catalogue of Life.